# Reichenowwürger
Der Reichenowwürger (Laniarius nigerrimus) ist eine Vogelart aus der Familie der Buschwürger (Malaconotidae). Er kommt in Somalia und Kenia vor.

## Merkmale
Der Reinenowwürger erreicht eine Körperlänge von 20 bis 25 cm. Bei den Altvögeln ist das Gefieder glänzend blauschwarz mit Ausnahme von weißen Flecken auf dem Bürzel, die sichtbar sind, wenn die Flügel ausgebreitet und die Schwanzfedern aufgerichtet sind. Die Unterseite ist weiß mit einem brünetten oder rosafarbenen Schimmer auf der Brust und an den Flanken. Der Schnabel ist schwarz, die Augen sind dunkel rotbraun. Die Flügel haben weiße Mitteldecken. Die Beine sind bläulich schieferfarben. Die Jungvögel sind ähnlich, aber stumpfer, mit graubraunem Schnabel, die Oberseite ist mit gelblich-ockerfarbenen bis gelbbraunen Federspitzen gesprenkelt, und die Flanken sind dunkelbraun gebändert.

### Erlangerwürger und Bulu-Burti-Würger

Schematische Darstellung der Farbmorphe Laniarius liberatus

Der Erlangerwürger (L. erlangeri) und der Bulu-Burti-Würger (L. liberatus) gelten heute als Juniorsynonyme des Reichenowwürgers. Bei der Form erlangeri kann es vollständig schwarze Individuen geben. Das sehr ähnliche Taxon L. aethiopicus major hat einen eher grünlichen als bläulichen Gefiederglanz und die Unterseite ist heller rosa. Der Bulu-Burti-Würger ist nur von einem Exemplar bekannt und galt lange als rätselhafte Art, bis durch eine Gen-Analyse die wahre Identität des Vogels offenbart wurde. Das Exemplar war 20 cm lang. Es sah dem Rotnackenwürger (Laniarius ruficeps) ziemlich ähnlich, hatte jedoch keinen roten Nacken. Am Mantel war es schwarz anstatt grau und Kehle sowie Brust waren schmutzig gelb verwaschen. Der Bulo-Burti-Würger wurde anhand von Blut- und Federproben eines einzelnen Individuums beschrieben, das der Ornithologe Edmund Smith im August 1988 auf der Außenanlage eines Krankenhauses bei Bulo Burti 140 km landeinwärts am Fluss Shabelle in Zentral-Somalia erstmals beobachtete und dem somalischen Biologen Dr. Osman Geedow Amir im Januar 1989 ins Netz ging. Der Vogel lebte 14 Monate in Deutschland in menschlicher Obhut und wurde dann im März 1990 nach Somalia zurückgebracht und freigelassen, nachdem man gemerkt hatte, dass es sich um ein Exemplar eines extrem seltenen Vogels handelte. Geedow Amir fotografierte das Exemplar, drehte einen kurzen Film und fertigte ein Sonagramm an. Aus den Federn und Blutproben wurde die DNA extrahiert und nach Dänemark gesendet. Anhand der DNA bestätigten die Biologen Peter Arctander und Jon Fjeldså, dass Smith eine neue Art entdeckt hatte. Sie gaben dem Vogel den wissenschaftlichen Namen Laniarius liberatus, was so viel wie „der Freigelassene“ bedeutet. Die Suche nach weiteren Exemplaren in der Gegend von Bulo Burti in den Jahren 1989 und 1990 blieb erfolglos. Eine neue geplante Suche von Osman Geedow Amir im Mai 2006 unter Mitwirkung der IUCN und des NABU konnte durch die erneut aufflammenden Kämpfe zwischen den Warlords nicht durchgeführt werden. Im Jahre 2008 wurde der taxonomische Status des Bulo-Burti-Würgers in Frage gestellt, da eine neue Analyse der DNA-Proben zu dem Schluss kam, dass es sich beim Bulo-Burti-Würger um eine seltene Farbmorphe von Laniarius erlangeri handelt. Das International Ornithological Committee synonymisierte daraufhin Laniarius liberatus mit dem Erlangerwürger (Laniarius erlangeri), der zuvor vom Äthiopienwürger (Laniarius aethiopicus) abgespalten worden war. 2016 wurde L. erlangeri mit L. nigerrimus synonymisiert.

## Verbreitungsgebiet
Das Verbreitungsgebiet erstreckt sich auf das Jubba- und Shebelle-Tal im Südosten Somalias und auf die Küstenregionen im Nordosten von Kenia nördlich vom Tana-Delta bis zur Insel Manda.

## Lebensraum
Zu den vom Reichenowwürger bewohnten Habitaten zählen die oberen Schichten hochgewachsener Gestrüppwälder, Flussvegetation, Dickicht und Buschland, darunter dichtes Gebüsch und Dornengestrüpp, das von der Arabischen Gummi-Akazie (Vachellia nilotica) dominiert wird, schmale Flussuferwälder und verstreute Cadaba-mirabilis-Büsche auf einer sehr spärlichen Kräuterschicht, Gehölze, deren schirmförmiges Kronendach bis zum Boden reicht, sowie niedrige Bäume, die mit kletternden Kürbissen, Hülsenfrüchten und Kompositen bedeckt sind. Der Reichenowwürger kommt nur im Flachland vor.

## Nahrungsverhalten
Die Nahrung besteht wahrscheinlich hauptsächlich aus Insekten. Der Reichenowwürger tritt gewöhnlich paarweise auf und ist anscheinend viel weniger scheu und zurückhaltend als der Keniawürger (Laniarius sublacteus). Das noch nicht hinreichend beschriebene Verhalten während der Nahrungssuche unterscheidet sich wahrscheinlich dadurch von der letztgenannten Art, dass der Reichenowwürger viel weniger auf dichte Deckung beschränkt ist. Seine Nahrung erbeutet er vermutlich durch das Absammeln von Ästen, Laub, Stängeln und Bodenstreu. Ein in Gefangenschaft gehaltenes Individuum des Bulu-Burti-Würgers fraß Echte Grillen (Orthoptera), Kakerlaken (Blattodea), Geckos (Gekkonidae) und andere Eidechsen. Als er eine Eidechse in der Voliere erbeutete, trug er diese in seinem Schnabel zu einem gebrochenen horizontalen Ast mit stacheligen Holzsplittern und schlug die Beute wiederholt gegen die Stacheln, bis sie in Stücke gerissen wurde. Nach der Freilassung suchte er in oder unter dichter, verworrener Vegetation, wobei er seine Beute am Boden oder in sehr niedrigen Ästen tief im Inneren von Akazienbüschen erlegte, wo er eher wie eine Drossel auf dem Boden herumsprang und Zweige und Blätterstreu umdrehte. Er folgte täglich derselben Futterroute und verbrachte ein bis zwei Stunden in einem Akazienbusch, bevor er einen kurzen Tiefflug zu einem anderen machte.

## Stimme
Der Gesang ist ähnlich dem der Scheitelsänger und wird von einer exponierten Sitzwarte wiedergegeben. Er besteht aus einem regelmäßig wiederholten lauten Pfeifen, das sich wie gweeh!...gweeh!..., wee-ooo oder stärker zweisilbig gu-wUh!...gu-wUh!... anhört. Die Frequenz beträgt ca. 1 Note/Sekunde und unterscheidet sich damit deutlich von den kurzen wiederholten Phrasen mehrerer Flötenpfeifen in unterschiedlicher Tonhöhe, die vom Keniawürger bekannt sind. Weibchen gesellen sich zu den Männchen in einem Duett und bieten ein kehlig-weiches churr an, das fast gleichzeitig mit dem wee-ooo-Ruf des Männchens beginnt und etwas länger dauert. Der Imponierflug mit tiefen Flügelschlägen, voll aufgefächertem Schwanz und erhobenen Mantelfedern erinnert an einen ähnlichen Flug des Schwarzwürgers (L. leucorhynchus). Andere Vokalisationen umfassen ein lautes doppelten weerk-weerk, das etwas mehr als eine Sekunde dauert und etwas längere Pausen zwischen den Notenpaaren enthält, ein elektrisch klingendes, kratziges kreh-reh-reh-reh-reh und ein kehliges jhi-jhi-jhi-jhi-jhi mit vier Noten, das etwas mehr als eine Sekunde dauert, mit einer Pause von etwa einer Sekunde zwischen den einzelnen Rufen.

## Fortpflanzungsverhalten
Die Brutbiologie ist nicht studiert.

## Status
Die IUCN stuft den Reichenowwürger als nicht gefährdet ein. Er kommt in einem großen Teil seines etwas eingeschränkten Verbreitungsgebietes vor; in einigen Gebieten ist er offenbar selten, in anderen jedoch häufig. Eine potentielle Gefährdung stellt die Bebauung der Strandpromenade durch Touristen und Wohngebiete und den damit einhergehenden Verlust der insektenreichen dichten Bewaldung dar. Die weit verbreitete Verwendung von illegaler Holzkohle zur Finanzierung militärischer Konflikte in Somalia bedeutet, dass die Arten dort durch den Verlust ihres Lebensraums bedroht sein könnten. In Kenia ist Manda I der Standort für den Bau eines neuen Handelshafens. Auf Manda Island gibt es geeigneten Lebensraum für die Art. Diese Insel ist aber weitgehend ungeschützt, jedoch gibt es Vorschläge, dieses Gebiet als Naturreservat auszuweisen.